# Шмюкер, Рудольф
Георг Рудольф Шмюкер (нем. Georg Rudolf Schmücker; 22 февраля 1915, Нассау, Германская империя — 26 февраля 1996, Нойвид, Германия) — гауптштурмфюрер СС, командир зондеркоманды 7с в составе айнзацгруппы B, действовавшей на оккупированной территории СССР. После войны стал заместителем руководителя земельного управления уголовной полиции в Рейнланд-Пфальце.

## Биография
Рудольф Шмюкер родился 22 февраля 1915 года в семье мясника. 6 лет посещал народную школу в Энегрсе, потом перевёлся в гуманитарную гимназию в Нойвиде, где в 1936 году сдал экзамен на аттестат зрелости.
В октябре 1933 года присоединился к Гитлерюгенду. 11 ноября 1934 года был зачислен в ряды СС (№ 385407). В декабре 1938 года поступил на службу в уголовную полицию Кёльна. 1 сентября 1939 года вступил в НСДАП (билет № 7128077). В октябре 1939 года принял участие в учебном курсе офицерской школы полиции безопасности в Шарлоттенбурге. В июне 1940 года сдал экзамен, став комиссаром уголовной полиции и получив звание унтерштурмфюрера СС. В середины 1940 года был переведён в отделение уголовной полиции в Грауденце. 15 февраля 1941 года был отправлен к командиру полиции безопасности и СД в Позен (отдел V). С мая 1942 года состоял в зондеркоманде 7с в составе айнзацгруппы B. С июня по октябрь 1942 года был командиром зондеркоманды 7c. Оставался до января/февраля 1943 в зондеркоманде 7c в Рославле и затем поступил в штаб айнзацкоманды 9 в Витебске. В октябре 1943 года принял участие в крупной антипартизанской операции «Генрих». В декабре 1943 года стал командиром отделения полиции безопасности и СД в Новогрудке. Летом 1944 года отдал приказ ликвидировать тюрьму в Новогрудке и расстрелять заключенных в ней русских. В августе 1944 года вернулся в Позен в отдел уголовной полиции.
22 февраля 1945 года попал в советский плен, из которого был освобождён в январе 1950 года. 1 мая 1956 года поступил на службу в полицейское управление в Кайзерслаутерне, где возглавил отдел уголовной полиции. 1 октября 1958 года стал заместителем руководителя земельного управления уголовной полиции в Рейнланд-Пфальце. В середине 1960-х годов велось предварительное разбирательство против Шмюкера. Расследование, проведенное в 1964 году по факту расстрела заключенных в Новогрудке, не привело к обвинительному заключению, поскольку обвинение в непредумышленном убийстве за это время утратило силу. Затем министерство внутренних дел земли Рейнланд-Пфальц перевело Шмюкера, который за это время дослужился до заместителя начальника управления государственной уголовной полиции, в ОМОН на должность начальника школы подготовки полицейских. Второй судебный процесс по делу о расстреле мирных жителей членами зондеркоманды 7c был прекращен 20 сентября 1971 года, поскольку его участие рассматривалось как пособничество в непредумышленном убийстве, срок давности которого истёк еще в 1960 году. 1 декабря 1969 года вышел на пенсию.